# Veicolo corazzato da recupero

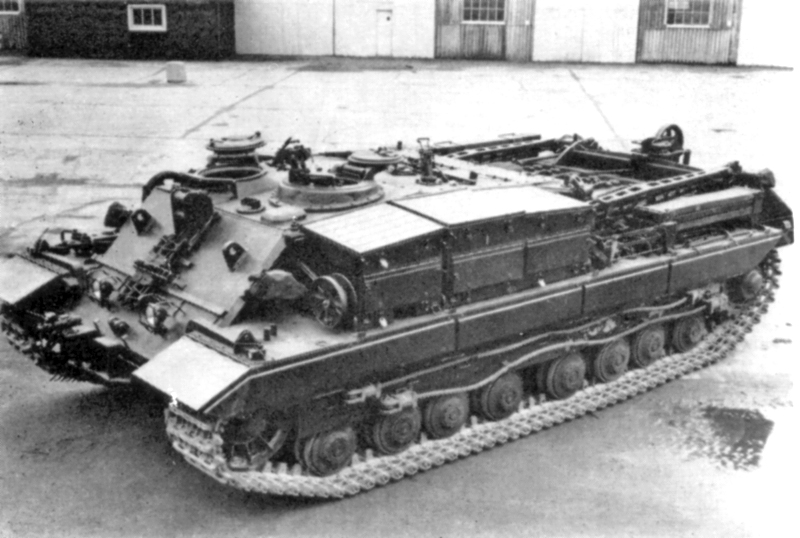
Un Conqueror Armoured Recovery Vehicle 2 britannico

Un veicolo corazzato da recupero (in inglese: armoured recovery vehicle, ARV o Armoured Repair and Recovery Vehicle, ARRV) è un veicolo corazzato per usi speciali, destinato per il recupero e la riparazione di mezzi corazzati sul campo di battaglia.

## Storia

### Primi modelli
Durante la prima guerra mondiale, alcuni carri armati Mark IV britannici furono dotati di gru per convertirli in "Salvage Tanks", ma vennero usati principalmente nei depositi di carri per il supporto e la riparazione di carri danneggiati.

### Seconda guerra mondiale
I primi veri ARV vennero introdotti durante la seconda guerra mondiale, spesso per conversione di carri obsoleti o danneggiati, solitamente previa rimozione della torretta ed installazione di un verricello multiuso, oltre che di una serie di attrezzature meccaniche. Alcuni vennero prodotti appositamente in fabbrica usando scafi di carri esistenti, dotati di sovrastrutture per alloggiare equipaggiamenti e ricambi. Molti dei modelli più tardi di ARV avevano una gru a braccio o di una gru a portale, per consentire agli equipaggi di sollevare equipaggiamenti pesanti, come.      il motore dei carri danneggiati.

### Dopoguerra
Dopo la seconda guerra mondiale, molti carri armati di diversi paesi avevano un corrispondente ARV, solitamente equipaggiati con una lama da bulldozer da usare per l'ancoraggio durante il traino o come stabilizzatore per i sollevamenti, una pompa per il trasferimento di carburante e, come ad esempio il Leopard 1 ARV tedesco, di motore di ricambio per la sostituzione sul campo.

## Caratteristiche
Gli ARV sono normalmente basati sullo scafo di un carro armato da combattimento o in alcuni casi di un veicolo trasporto truppe o di un veicolo da combattimento della fanteria. Solitamente l'ARV è basato su un veicolo della stessa classe di quelli che è destinato a recuperare: un ARV basato su un carro è utilizzato per il soccorso a carri armati, uno basato su un trasporto truppe per il recupero di APC e IFV (non potendo trainare un mezzo più pesante).
A loro volta, alcuni carri pioniere sono basati su veicoli corazzati da recupero.

## Esempi
Segue una lista di ARV divisi per paese di origine.

### Canada

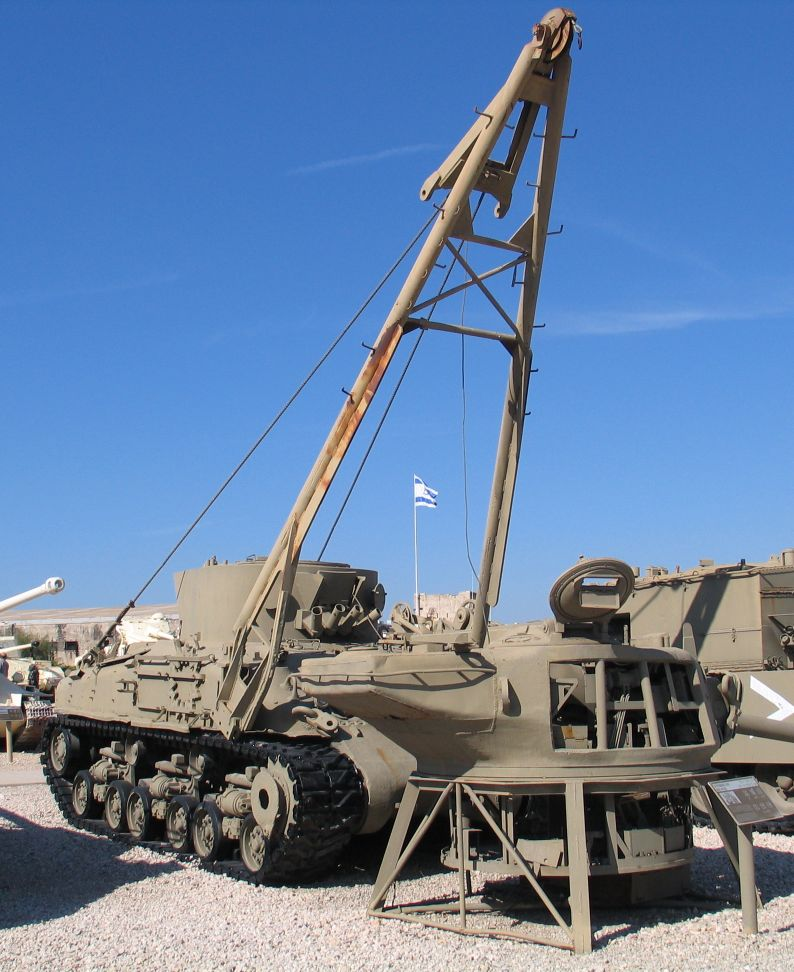
M32 TRV, Yad La-Shiryon Museum, Israele.

- Ram ARV (2ª guerra mondiale)
- AVGP Husky (1976–presente)

### Cecoslovacchia
- VT-34 ARV - su scafo T-34.
- VT-55A ARV - su scafo T-54/55.
- VT-72B ARV- su scafo T-72 (1987-1989).
- VPV - su scafo BVP-1, (1985-1989).

### Francia
- M32 - su scafo M4 Sherman (1944).
- M74 (1954–1975).
- AMX 30 D - su scafo AMX-30 (1973),
- Leclerc MARS - su scafo AMX-56 Leclerc

### Indonesia
- AMX-D
- Anoa ARV
- BREM-L

### Impero giapponese
- Se-Ri - su scafo Type 97 Chi-Ha
- Type 70 - su scafo Type 61 Roku-ichi
- Type 78 - su scafo Type 74 Nana-yon
- Type 90 - su scafo Type 90 Kyū-maru
- Type 11 - su scafo Type 10 Hito-maru

### Germania
2ª Guerra Mondiale

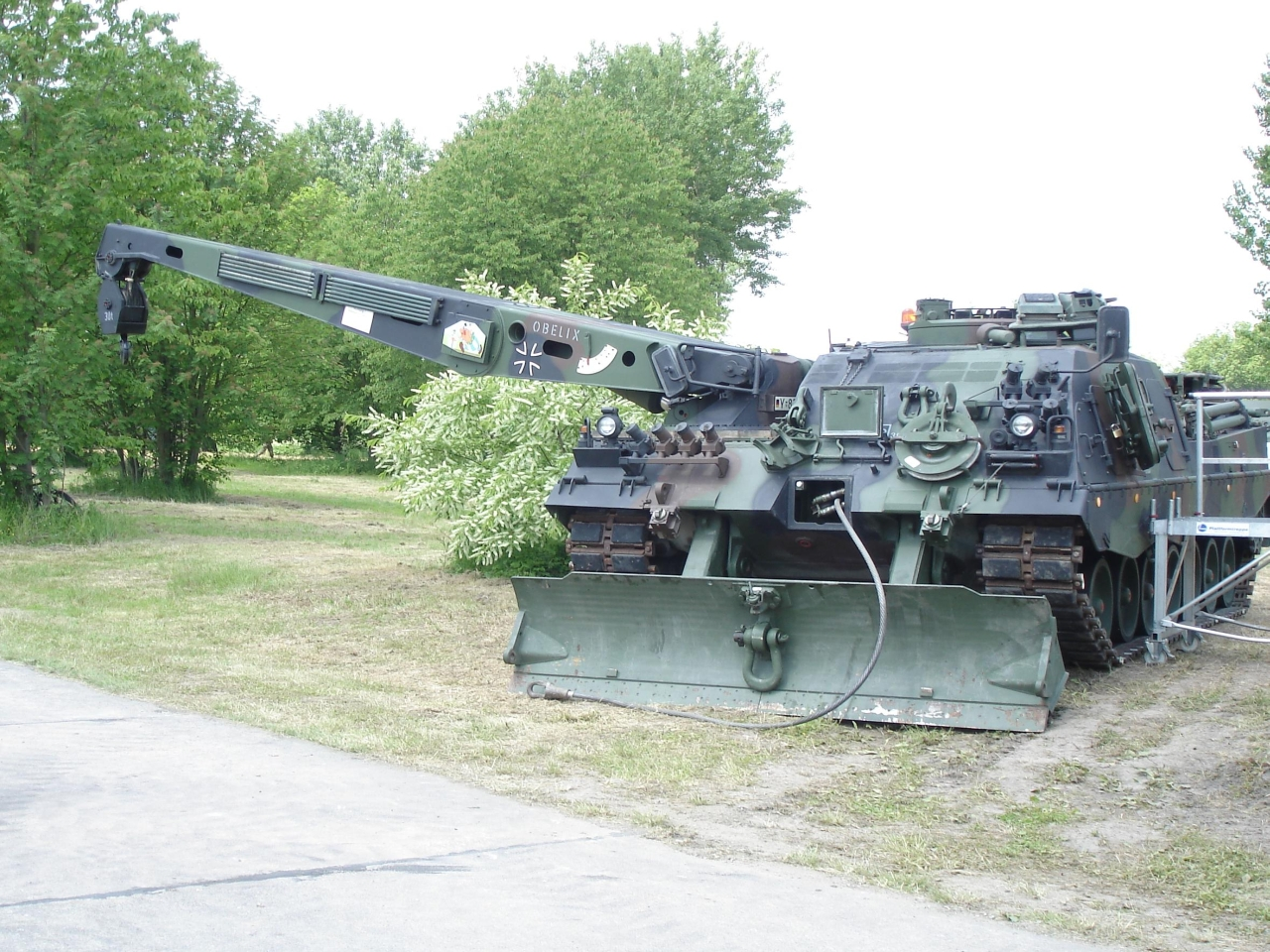
Un BPz3 Büffel della Bundeswehr (2006)

- Bergepanzer III - su scafo Panzer III
- Bergepanzer IV - su scafo Panzer IV
- Bergepanther (SdKfz 179) - su scafo Panzer V Panther, 347 prodotti dal 1943 al 1945.
- Bergetiger - su scafo Panzer VI Tiger I
- Bergepanzer 38(t) - su scafo Hetzer, 170 prodotti dal 1944 al 1945.
- Bergepanzer T-34 - su scafo T-34 di preda bellica.

Moderni
- Bergepanzer M74 - su scafo Sherman, il primo ARV della Bundeswehr, 300 mezzi in servizio tra il 1956 ed il 1960.
- Bergepanzer 1 - su scafo M88, i primi di 125 mezzi entrarono in servizio nel 1962; nel 1985 furono rimotorizzati con propulsore diesel (in luogo di quello a benzina), ricevendo inoltre un verricello migliorato.
- Bergepanzer 2 - su scafo Leopard 1. Impiegato danlle forze armate canadesi fin dagli anni novanta come Taurus ARV.
- Bergepanzer 3 "Büffel" - su scafo Leopard 2.
- Bergepanzer Wisent - su scafo Bergepanzer 2, modificato e migliorato dal Flensburger Fahrzeugbau, ottimizzato per il supporto ai carri Leopard 1 e 2.
- Bergepanzer Wisent 2 - su scafo Leopard 2. Successore del Wisent.

### Israele

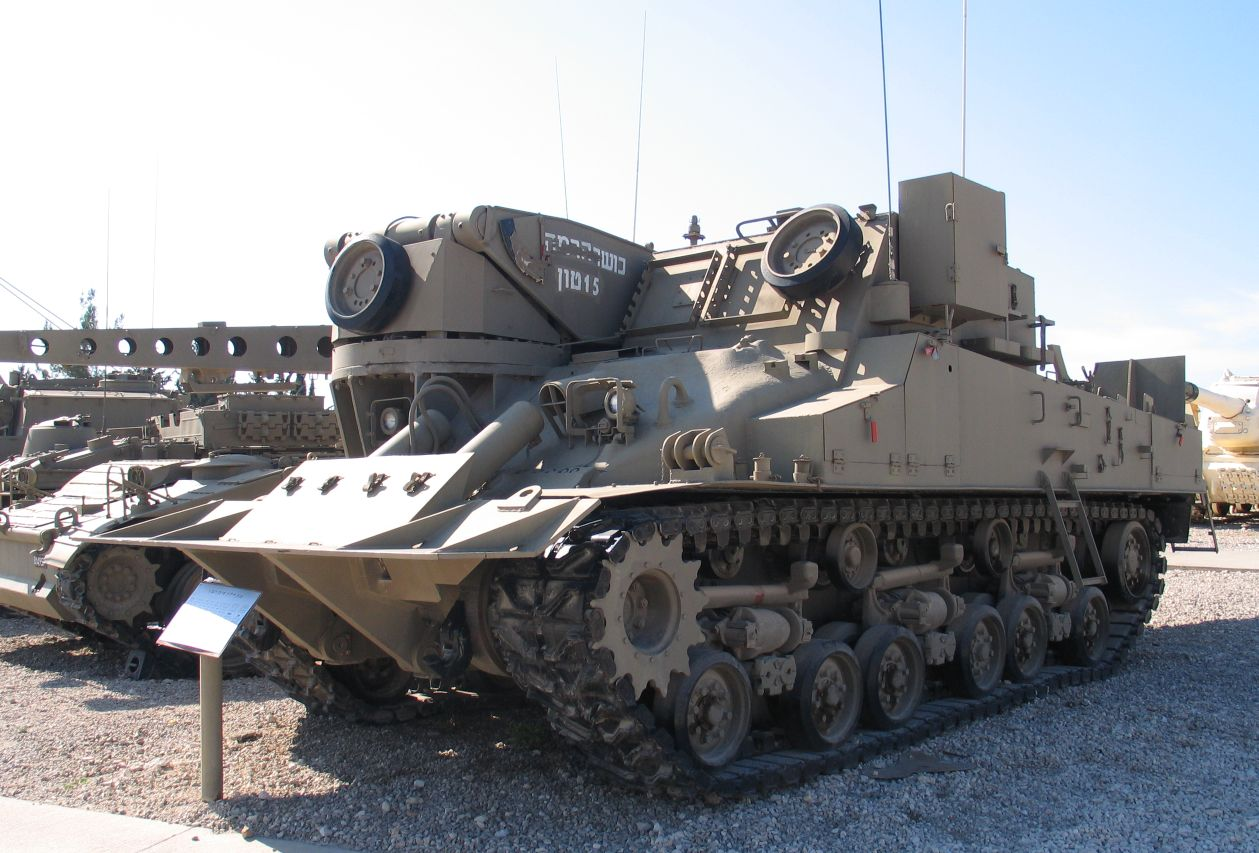
Un Trail Blazer, Yad La-Shiryon Museum, Israele.

- Trail Blazer (Gordon) - su scafo M4A1 Sherman HVSS, dotato di una grande gru a braccio e di vomeri anteriori e posteriori per la stabilizzazione durante il sollevamento, con 72 t di capacità di traino.
- Technical e Fitter - ARV basati su M113 dotati di gru.
- Nemera - moderno ARV su scafo Merkava. Sono stati realizzati diversi prototipi ma pochi sono stati distribuiti alle unità operative.

Attualmente gli ARV standard delle IDF rimangono gli americani M88, affiancati dai bulldozer corazzati IDF Caterpillar D9.

### Malesia
- WZT-4 Bumar-Łabędy di produzione polacca.

### Messico
- M32 Chenca - su scafo M32B1 TRV Sherman, modernizzati nel 1998 dall'americana Napco International con motori diesel Detroit Diesel 8V-92-T.

### Polonia
- CW-34 - su scafo T-34.
- WPT-34 - su scafo T-34, SU-85 e SU-100.
- WZT-1 - su scafo T-54/55.
- WZT-2 - su scafo T-55.
- WZT-3 - su scafo T-72M.
- WZT-4 - su scafo PT-91M, prodotto per la Malaysia.
- WPT-TOPAS - su scafo OT-62 TOPAS.
- WPT-MORS - su scafo  MT-LB.
- KWZT Mamut - veicolo da recupero ruotato pesante su scafo Tatra 815–7Z0R9T 44 440 8×8.1R.

### Serbia/Jugoslavia

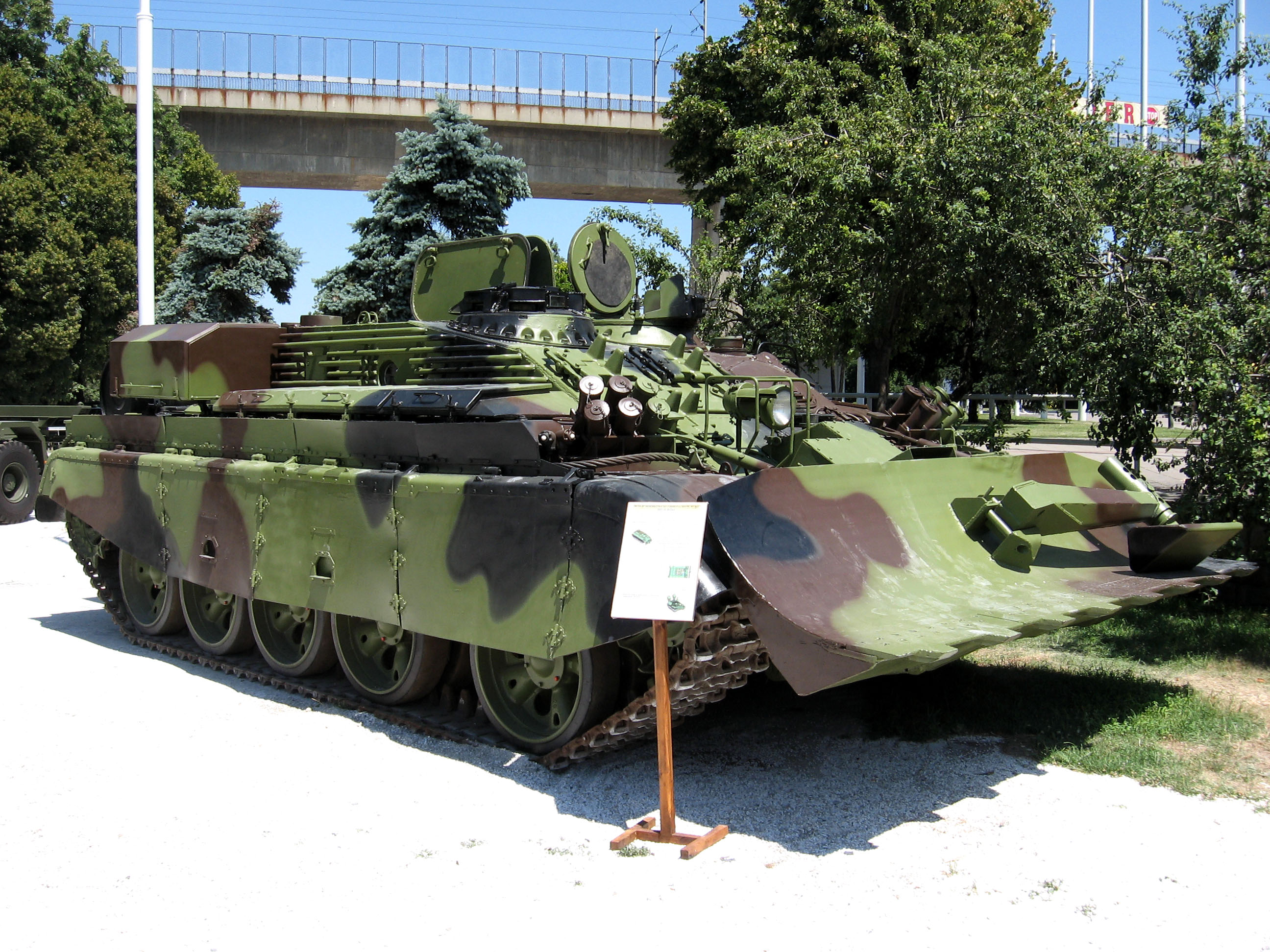
VIU-55 Munja serbo (2007).

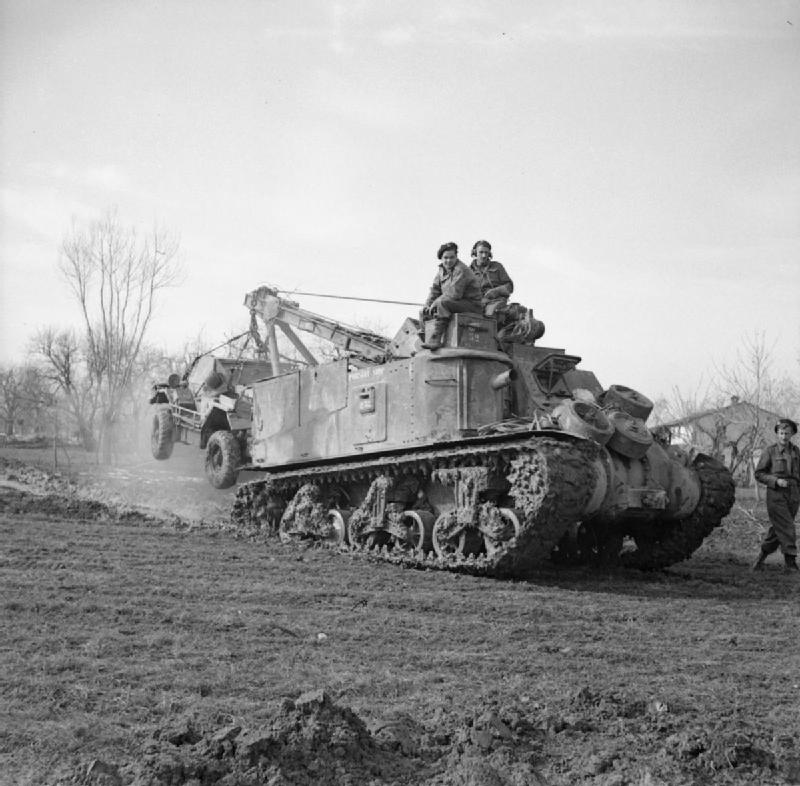
Un veicolo da recupero su scafo M3 Lee/Grant recupera con la gru un'autoblindo Dimler Dingo. Italia, febbraio 1945.

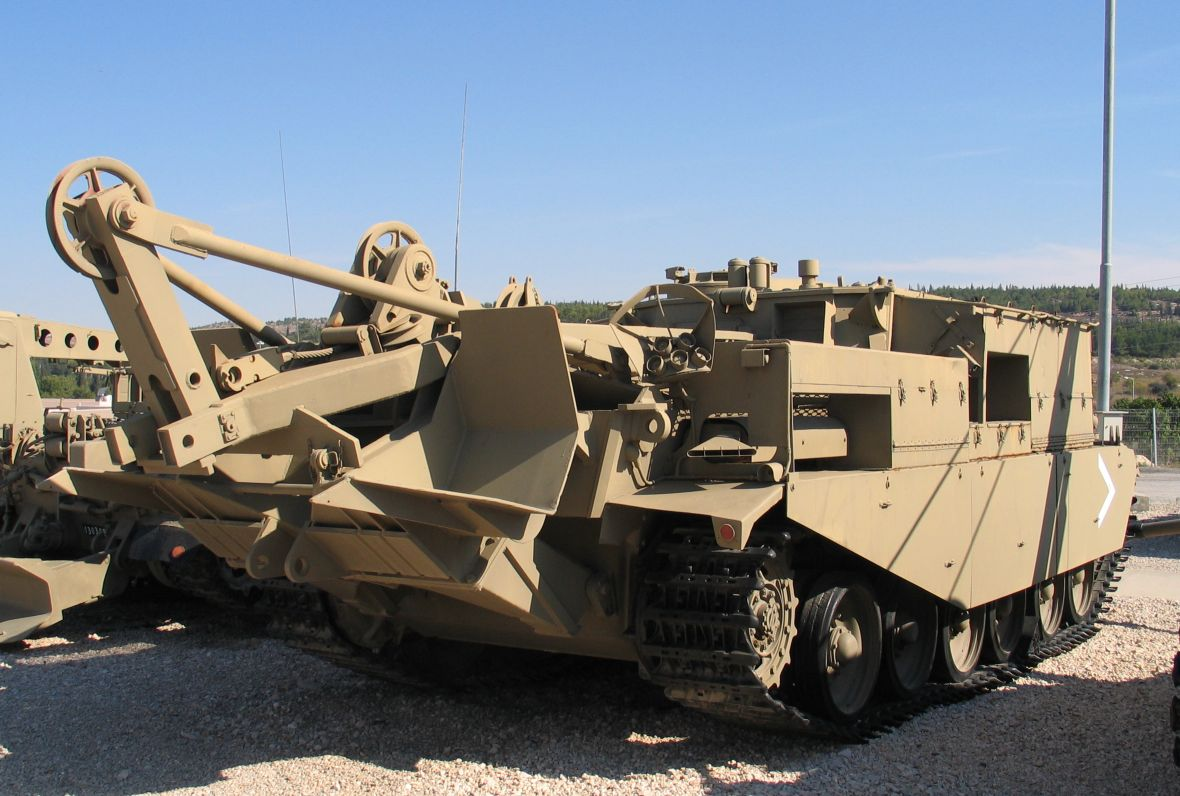
ARV su scafo Centurion Mk 2. Yad La-Shiryon Museum, Israele.

- M-84ABI - ARV jugoslavo/serbo su scafo M-84.
- VIU-55 Munja

### Unione sovietica
L'acronimo russo BREM (cir. БРЭМ) sta per "бронированная ремонтно-эвакуационная машина", letteralmente "veicolo corazzato da riparazione e recupero".
- BTS-2 - su scafo T-54.
- BTS-4A - su scafo T-54.
- BREM-1 - su scafo T-72.
- BREM-2 - su scafo BMP-1.
- BREM-L - su scafo BMP-3.
- BREM-K  - su scafo BTR-80.
- BREM-80U - su scafo T-80U.

### Regno Unito
I britannici testarono i loro primi ARV all'inizio del 1942. Venne scelto come base il carro armato per fanteria Mk IV Churchill, ma vennero utilizzati anche scafi di carri incrociatore. Quando la Gran Bretagna iniziò a ricevere i carri medi americani come gli M3 e gli M4 Sherman, vennero convertiti questi carri in ARV al fine di standardizzare la logistica.
Seconda guerra mondiale
- Cavalier ARV
- Churchill ARV
- Crusader ARV
- Centaur ARV
- Cromwell ARV
- M3 Lee/Grant ARV - il Mark I è una conversione britannica, il Mark II era il M31 TRV americano in servizio britannico.
- Sherman III ARV I - su scafo Sherman III (M4A2), simile a Sherman V ARV Mark I e ARV Mark II
- Sherman ARV II - su scafo Sherman V con simulacro di cannone in torretta fissa, gru frontale da 7,5 t, vomero posteriore[2]
- Sherman II ARV Mk III - M32B1 TRV americano in servizio britannico.
- BARV - beach armoured recovery vehicle, ARV progettato per operare nelle acque basse. Realizzato in vari modelli su sacfo M4A2 Sherman, Centurion e Leopard 1A5 ("Hippo")

Moderni
- Centurion ARV
- FV219 - su scafo A45 Infantry Support Tank
- FV 220 Conqueror ARV
- Chieftain FV4204 ARV/ARRV
- FV434 "Carrier, Maintenance, Full Tracked"
- M578
- Challenger Armoured Repair and Recovery Vehicle (CRARRV)
- FV106 Samson - versione ARV della famiglia Combat Vehicle Reconnaissance (Tracked)
- FV513 Warrior Recovery Vehicle - versione ARV della famiglia Warrior

### Stati Uniti d'America
- M31 Tank Recovery Vehicle - su scafo M3 Lee.
- M32 Tank Recovery Vehicle - su scafo M4 Sherman, torretta rimpiazzata con sovrastruttura fissa, verricello da 27 t, gru brandeggiante a capriata da 5,5 m e mortaio da 81 mm nello scafo.
  - M32B1 - M32 convertito da M4A1 (alcuni convertiti in trattore d'artiglieria M34).
    - M32A1B1 - M32B1 su Sherman versione HVSS, con mortaio da 81 mm rimosso e gru migliorata.

  - M32B2 - M32 convertito da M4A2.
  - M32B3 - M32 convertito da M4A3.
    - M32A1B3 - M32B3 portato allo standard M32A1B1.

  - M32B4 - M32 convertito da M4A4.
- M74 Tank Recovery Vehicle - M32 potenziato per il supporto ai più pesanti carri post-bellici, su scafo M4A3 tipo HVSS. Molto simile al M74, con gru a portale, verricello principale, verricello ausiliario e verricello manuale di servizio, vomero frontale (impiegato per la stabilizzazione o come lama bulldozer). 
  - M74B1 - M74 su scafo M32B3.
- M578 - sullo scafo dell'obice semovente M110.
- M51 Heavy Recovery Vehicle - sullo scafo del carro armato pesante M103.
- M88 Recovery Vehicle - su scafo e componenti meccaniche di M48 Patton e M60 Patton.